# شعابة (بعدان)

تعديل مصدري - تعديل

شعابة هي إحدى قرى عزلة الحيث بمديرية بعدان التابعة لمحافظة إب، بلغ تعداد سكانها 239 نسمة حسب تعداد اليمن لعام 2004.